# Bromont-Lamothe
Bromont-Lamothe là một xã ở tỉnh Puy-de-Dôme trong vùng Auvergne-Rhône-Alpes miền trung nước Pháp. Xã này nằm ở khu vực có độ cao trung bình 774 mét trên mực nước biển.